# Guardian Heroes
Guardian Heroes (ガーディアンヒーローズ) est un jeu vidéo de type beat them all sorti exclusivement sur Saturn en 1996. Le jeu a été développé par Treasure et édité par Sega.
Il a pour suite Advance Guardian Heroes, sorti sur Game Boy Advance en 2004.
En 2011, un remake est sorti sur Xbox 360.

## Histoire
À l'origine, un être suprême a créé l'univers afin de trouver les meilleurs guerriers et en faire une armée de soldats personnelle. Une terrible bataille éclata entre la Terre et les Esprits du Ciel. Ces derniers accordèrent quelques pouvoirs surnaturels aux humains, dont certains devinrent de puissants sorciers qui s'unirent finalement à eux pour bannir les Esprits de la Terre. Néanmoins, les Esprits du Ciel, craignant d'être dépassés par leurs nouveaux alliés, décidèrent de les bannir à leur tour.
L'humanité fut alors obligée d'adopter une approche plus physique de la vie et c'est ainsi que débuta l'ère de l'épée.
Un jour, un magicien humain du nom de Kanon parvint à s'échapper de sa prison et décida de se venger des Esprits du Ciel. Il détruisit les khans en place et instaura un nouveau royaume sorcier. Mais une prophétie de l'ancien roi rapporta que l'ère de l'épée prendrait bientôt fin et que l'une de ces épées anéantirait le royaume de Kanon. Ce dernier interdit alors toute utilisation d'épée.
Serena, ancienne princesse, a survécu et rassemble une équipe de guerriers afin de mettre fin au règne de Kanon.

## Système de jeu
Guardian Heroes est un beat them all offrant la possibilité de naviguer sur trois niveaux de profondeur différents.

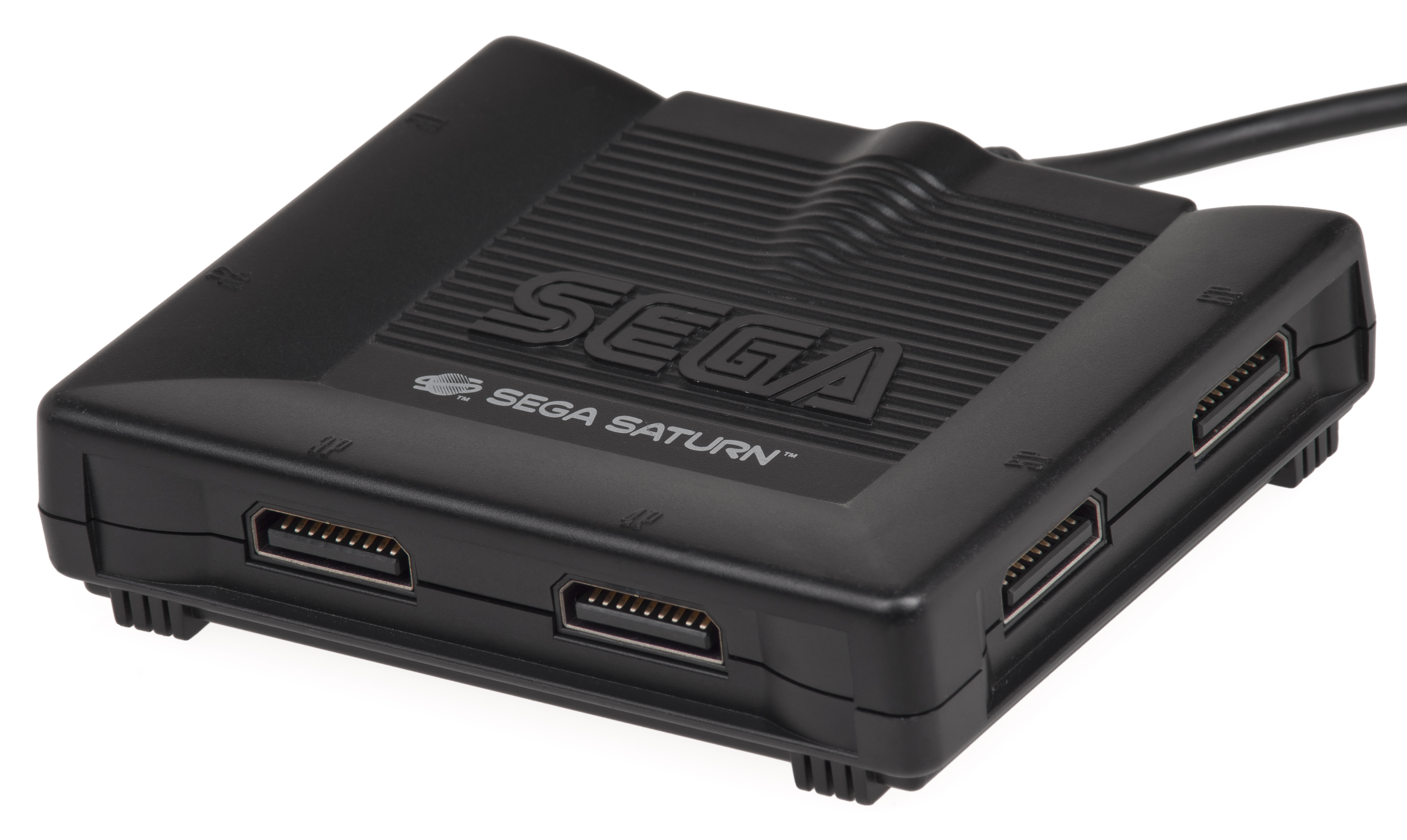
Le Sega Saturn 6 Player Adaptor.

Un grand choix de personnages est proposé, chacun possédant une palette de coups spécifique et pouvant évoluer à la manière d'un jeu de rôle.
En dehors du mode « histoire », le jeu comprend un mode « versus » dans lequel six joueurs peuvent s'affronter, grâce au Sega Saturn 6 Player Adaptor de la Saturn.
À terme, tous les personnages rencontrés dans le jeu, y compris les monstres, boss et civils, peuvent être débloqués et utilisés.

## Réception

### Accueil
Guardian Heroes a été globalement bien accueilli lors de sa sortie. Le mensuel britannique Sega Saturn Magazine parle d'un jeu « innovant, stimulant, passionnant et difficile » et le définit comme « un classique à tous points de vue ».
En France, Sega Mag reconnaît néanmoins que si « [l]e titre de Treasure fait très fort, [il] n'est pas non plus sans défaut » : en effet, le site déplore « des ralentissements fréquents quand il y a trop de choses à l'écran, ou encore le côté bordélique de l'action » ; mais « [h]ormis ces soucis, le jeu est de qualité et assure le spectacle, tandis que le gameplay très riche, avec de nombreux coups spéciaux et de bonnes possibilités de combos, permet d'échapper à une action trop répétitive. ».

### Postérité
Le 14 juin 2012, IGN dresse un « top 10 » des jeux Saturn américains et positionne Guardian Heroes à la 3e place, derrière Virtua Fighter 2.